# 聖約翰斯維爾 (紐約州村)
聖約翰斯維爾（英語：St. Johnsville）是位於美國紐約州蒙哥馬利縣的村。

## 人口
根據2020年美國人口普查的數據，聖約翰斯維爾的面積為2.28平方千米，皆為陸地。當地共有人口1643人，而人口密度為每平方千米721人。